# 이츠코아틀

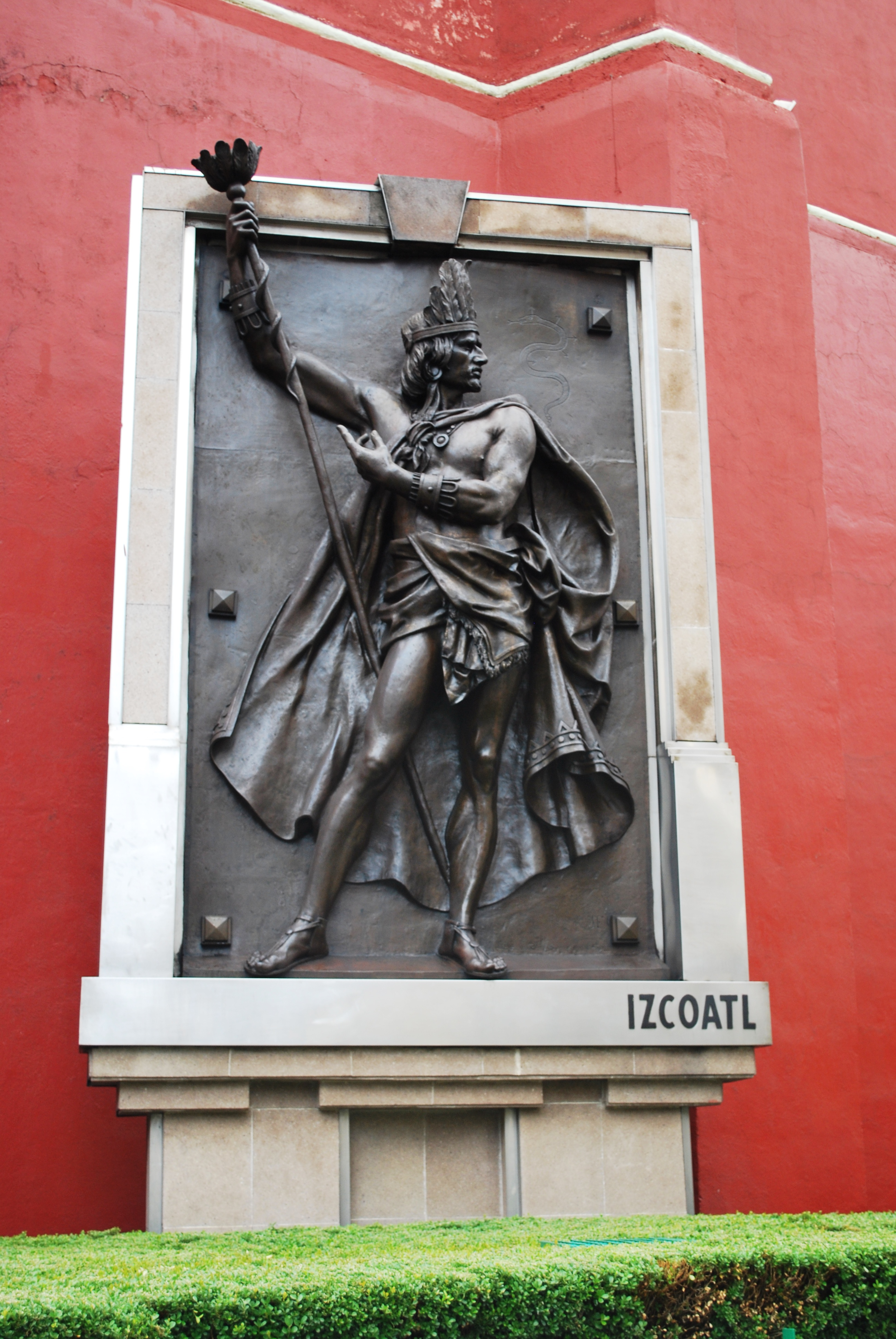
멕시코시티에 위치한 이츠코아틀 동상

이츠코아틀(Itzcoatl, 1380년 ~ 1440년)은 테노치티틀란의 제4대 군주이자 1427년(또는 1428년)부터 1440년까지 아츠텍제국의 제1대 황제이다.
1380년에 아카마피치틀리의 아들로 태어났다. 목테수마 1세 일위카미나의 삼촌이다. 목테수마 1세 일위카미나가 뒤를 잇는다.
1440년 60세의 나이로 사망했다.